# سالبادور مويا مونيوث
سالبادور مويا مونيوث (بالإسبانية: Salvador Moya Muñoz)‏ هو لاعب كرة قدم إسباني في مركز الهجوم، ولد في 20 أكتوبر 1996 في تومارس ‏ في إسبانيا. لعب مع ريكرياتيفو.

## وصلات خارجية
- سالبادور مويا مونيوث على موقع Soccerway.com (الإنجليزية)
- سالبادور مويا مونيوث على موقع AS.com (الإسبانية)